# Cần Giuộc
Cần Giuộc là một xã thuộc tỉnh Tây Ninh, Việt Nam.

## Địa lý
Xã Cần Giuộc có vị trí địa lý:
- Phía đông và phía bắc giáp Thành phố Hồ Chí Minh
- Phía tây giáp xã Mỹ Lộc
- Phía nam giáp xã Phước Vĩnh Tây và xã Tân Tập

Xã Cần Giuộc có diện tích 60,40 km², dân số năm 2025 là 53.877 người.

## Lịch sử
Thị trấn Cần Giuộc được thành lập vào tháng 6 năm 1976 trên cơ sở tách 3 ấp: Chợ 1, Chợ 2, Chợ 3 và một phần ấp Hòa Thuận I thuộc xã Trường Bình cũ.
Ngày 27 tháng 4 năm 2015, Bộ Xây dựng ban hành Quyết định 504/QĐ-BXD về việc công nhận thị trấn Cần Giuộc mở rộng (gồm thị trấn Cần Giuộc và một phần các xã Mỹ Lộc, Trường Bình, Tân Kim) là đô thị loại IV.
Năm 2018, thị trấn Cần Giuộc có diện tích 1,38 km², dân số là 11.842 người, mật độ dân số đạt 8.581 người/km², gồm 4 khu phố: 1, 2, 3, 4. Xã Tân Kim được chia thành 7 ấp: Long Phú, Tân Xuân, Tân Phước, Kim Định, Kim Điền, Trị Yên, Thanh Hà.
Ngày 17 tháng 12 năm 2019, Ủy ban thường vụ Quốc hội ban hành Nghị quyết số 836/NQ-UBTVQH14 về việc sắp xếp các đơn vị hành chính cấp xã thuộc tỉnh Long An (nghị quyết có hiệu lực từ ngày 1 tháng 1 năm 2020). Theo đó:
- Sáp nhập toàn bộ 9,63 km² diện tích tự nhiên, 28.293 người của xã Tân Kim vào thị trấn Cần Giuộc
- Điều chỉnh 8,13 km² diện tích tự nhiên, 11.167 người của xã Trường Bình và 1,91 km² diện tích tự nhiên, 2.575 người của xã Mỹ Lộc vào thị trấn Cần Giuộc.

Sau khi điều chỉnh địa giới hành chính, thị trấn Cần Giuộc có 21,05 km² diện tích tự nhiên, dân số là 53.877 người.
Trong đợt cải cách hành chính Việt Nam năm 2025, theo Nghị quyết số 1682/NQ–UBTVQH15 thị trấn Cần Giuộc, xã Phước Lại và xã Long Hậu thuộc huyện Cần Giuộc sẽ được sáp nhập và thành lập xã Cần Giuộc, tỉnh Tây Ninh.